# Lampronia stangei
Lampronia stangei is een vlinder uit de familie yuccamotten (Prodoxidae). De wetenschappelijke naam is voor het eerst geldig gepubliceerd in 1903 door Rebel.
De soort komt voor in Europa.